# Rožmberský dům
Rožmberský dům vznikl v 15. století v Soběslavi spojením tří domů v jeden architektonický celek. Původně sloužil jako residence. Od roku 1904 v něm sídlí muzeum.

## Historie
První zmínky o domě pocházejí z 15. století, v roce 1581 byl Petrem Vokem z Rožmberka přestavěn na nákladnou rezidenci. Před smrtí ho Vok odkázal Zuzana Vojířové z Vacovic. V roce 1645 byl Švédy vypálen a vydrancován, následně byl opraven. V 19. století naopak vyhořel a musel být znovu opraven, zhruba do dnešní podoby. Od roku 1904 dům vlastní město. Od té doby slouží k muzejním účelům.

## Expozice
Již od roku 1985 umístěna stálá expozice Příroda Táborska, v roce 2014 ji doplnila umělecko-historická expozice Soběslav – město pětilisté růže.
V objektu se dále nachází přednáškový sál, knihovna a přírodovědné pracoviště Blatského muzea.

## Památková ochrana
Dům je od 3. května 1958 kulturní památkou a od roku 1990 v památkové zóně Soběslav.

## Galerie

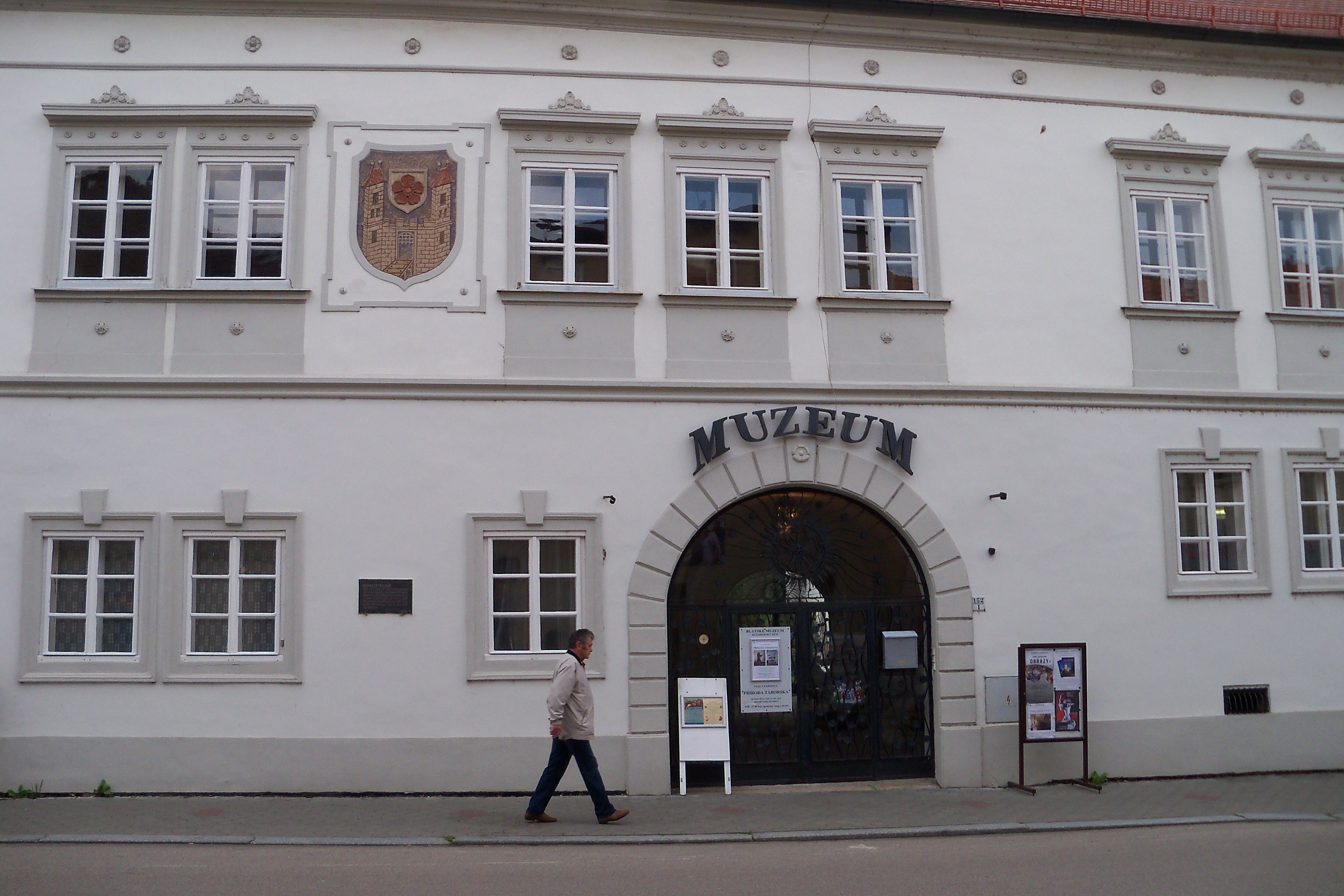
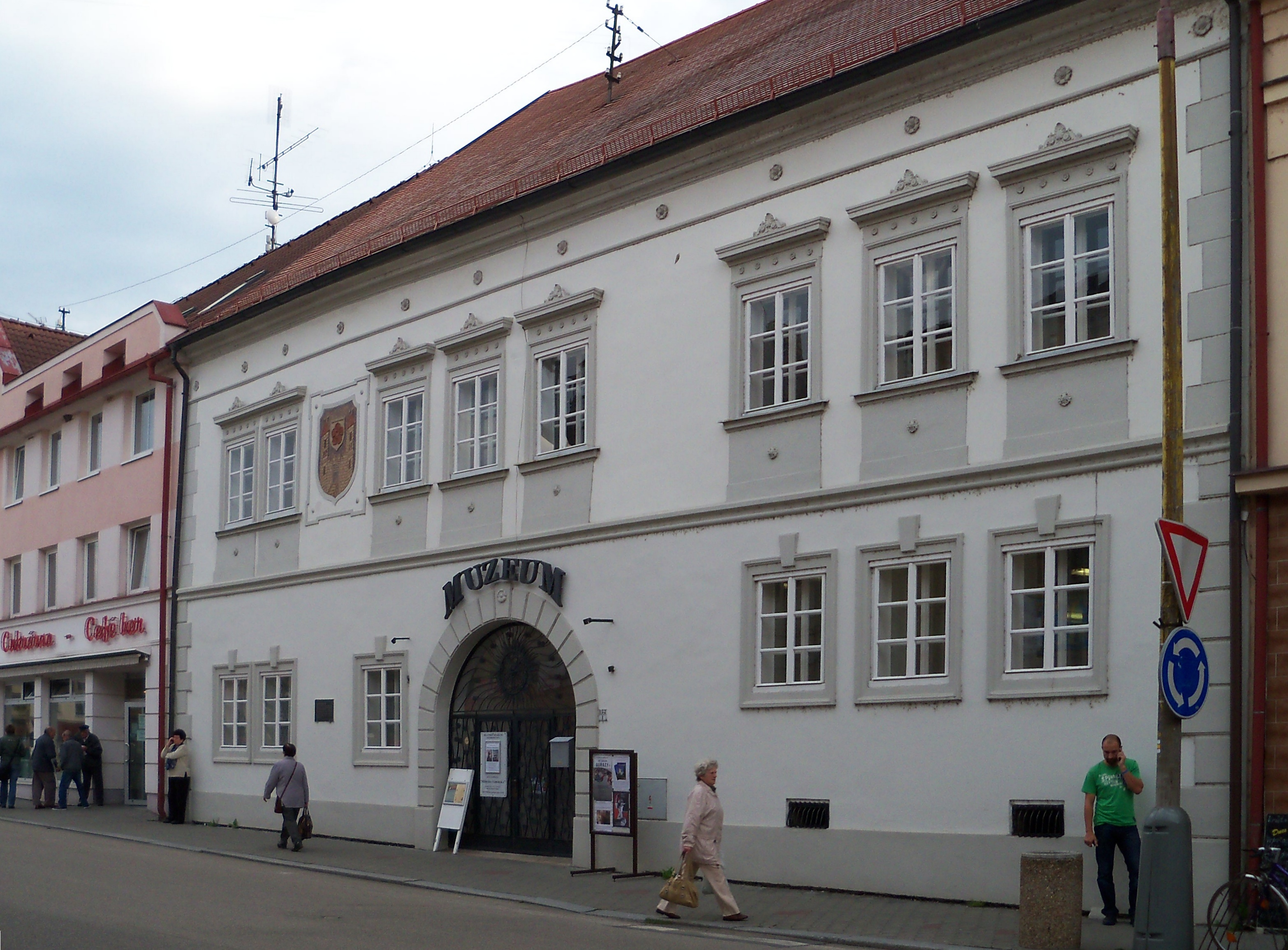